# Депо (платформа, Курское направление)
Депо́ — остановочный пункт Курского направления МЖД в Москве. Находится вблизи сортировочной станции Люблино-Сортировочное, на перегоне между её парками Люблино-Северное и Люблино-Южное. Время движения с Курского вокзала — 18 минут. Относится ко 2 тарифной зоне, не оборудована турникетами, оборудована валидаторами. Остановочный пункт открыт в 1929 году.

## Название
Остановочный пункт назван по близлежащему депо, построенному в 1909 году на 12-й версте близ посёлка Люблино.

## Общие сведения
Является остановочным пунктом линии МЦД-2 Московских центральных диаметров, после запуска которого на станции останавливаются все электропоезда, кроме экспрессов.
Имеется прямое беспересадочное сообщение на Рижское направление Московской железной дороги (до 21 ноября 2019 — и транзитное с Курского на Смоленское направления). Пассажирское сообщение осуществляется электропоездами. Беспересадочное сообщение осуществляется (самые дальние точки): на север — до станции Шаховская, на юг — до станции Тула-1 Курская.
C начала 2007 года по 25 апреля 2008 года на территории остановочного пункта производился ремонт пешеходного моста. На время ремонта моста электропоезда следовали без остановки.

## Наземный общественный транспорт
На этой станции можно пересесть на следующие маршруты городского пассажирского транспорта:
- Автобусы: 30, 764

## Галерея
- Водонапорная башня на территории депо
- Депо Люблино
- Паровоз типа Л в депо Люблино